# Alistair MacLean
Alistair Stuart MacLean (skót gael nyelven: Alasdair MacGill-Eain) (Shettleston, Glasgow, Skócia, 1922. április 21. – München, Németország, 1987. február 2.) skót író, elsősorban II. világháborús regényeivel vált híressé, mint például a Navarone ágyúi, vagy a Kémek a Sasfészekben. Ian Stuart álnéven is írt.

## Élete
Skóciában született. Apja pap volt. Anyanyelveként a skót gael nyelvet használta, csak később tanult meg angolul. 1941-ben csatlakozik a Royal Navy-hoz. A II. világháborús tengeri ütközetekben, elsősorban Norvégia környékén, majd a Földközi-tengeri ütközetekben, Krétánál harcolt, ahol meg is sérült. 1945-ben a Távol-keletre vezényelték. Burma, Malajzia és Szumátra hadszínterein szolgált. Később, idős korában azt állította, hogy itt a japánok elfogták és megkínozták, de ezt gyermekei és életrajzírója valószínűtlennek minősítette.
1946-ban leszerelt, majd az University of Glasgow növendéke lett, melyet 1953-ban végzett el, majd iskolai tanárként dolgozott Rutherglenben. Még egyetemista korában jelent meg első regénye, a HMS Ulysses, melyet egy pályázatra írt, hogy szerény jövedelmét kiegészítse. A regény nagy sikert ért el, és MacLean ezután hamarosan kizárólag az írással kezdett el foglalkozni.
A saját neve mellett Ian Stuart néven is írt. Mivel Svájcban kedvezőbb volt az adózás, ezért az 1960-as években odaköltözött, és haláláig ott élt. Alkoholizmusa egyre erősebben uralkodott el rajta, így késői regényei már sokkal kevésbé sikerültek, mint a koraiak.
1987-ben Münchenben stroke miatt halt meg. Sírja Céligny-ben van, Svájcban.

## Magyarul megjelent művei

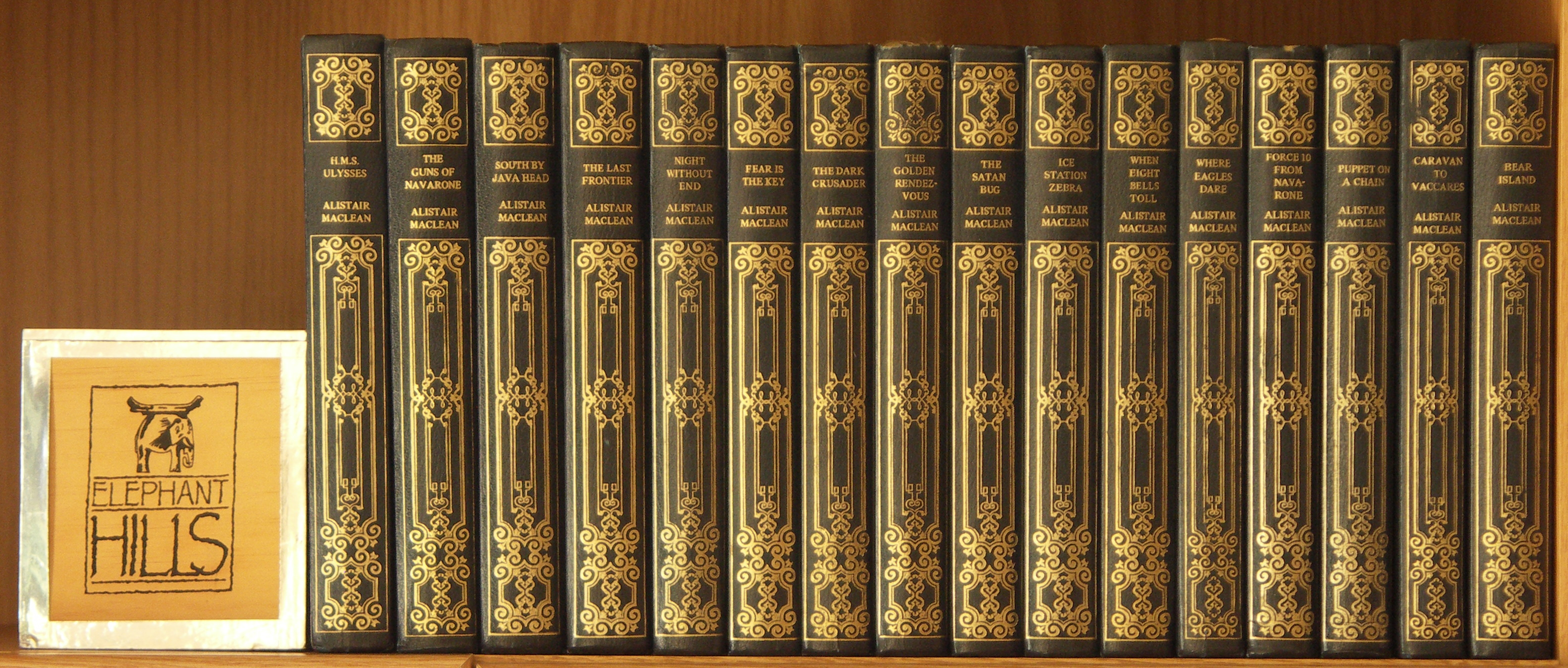
Könyvei

- Őfelsége hadihajója. H. M. S. Ulysses; ford. Félix Pál; Zrínyi, Bp., 1984
- Kémek a Sasfészekben; ford. Falvay Mihály; Európa, Bp., 1984
- Baba a láncon; ford. Révész Mária; in: Rakéta Regényújság, 1986/34-39.
- A Halál-folyó. Két regény / Breakheart-szoros; ford. Striker Judit; Zrínyi, Bp., 1986
- Navarone ágyúi; ford. Krasznai Márton; Interpress, Bp., 1988 (IPM könyvtár)
- Csapda. A navaronei Tízes Brigád; ford. Krasznai Márton; Interpress, Bp., 1989 (IPM könyvtár)
- Zsilip; ford. Lázár A. Péter; I.P. Coop, Bp., 1989 (I. P. C. könyvek)
- Randevú az arannyal. Két regény / Kettős játék; ford. Fencsik Flóra, Félix Pál; Zrínyi, Bp., 1989
- Medve-sziget; ford. Rácz Péter; I.P.C., Bp., 1991 (I. P. C. könyvek)
- Halál a Forma 1-en; ford. Kőrös László; I.P. Coop, Bp., 1990 (I. P. C. könyvek)
- Hajtóvadászat; ford. Nitkovszki Staniszlav; Lap-ics, Debrecen, 1994
- Az Első Számú Légierő; ford. Tilki Ágnes; Lap-ics, Debrecen, 1994
- A halál dala; ford. Nitkovszki Stanislaw; Lap-ics, Debrecen, 1994
- Pokol Alaszkában; ford. Németh Anikó; Fátum-ars, Bp., 1994
- A kulcsszó: rettegés; ford. Nitkovszki Stanislaw; Lap-ics, Debrecen, 1994
- Rejtély a tengeren; ford. Nitkovszki Staniszlav; Lap-ics, Debrecen, 1995
- Partizánok; ford. Nitkovszki Staniszlav; Lap-ics, Debrecen, 1995
- Alistair Maclean, Alastair MacNeill: Halálvonat; ford. Bújdosó László; Merényi, Bp., 1995
- Alistair Maclean, Alastair MacNeill: Éjjeli őrjárat; ford. Német Anikó; Merényi, Bp., 1995
  - (Az ügynök bosszúja címen is)
- Végtelen éjszaka; ford. Kosztolányi Éva; Lap-ics, Debrecen, 1995
- Unikornis; ford. Nitkovszki Sztaniszlav; Lap-ics, Debrecen, 1996
- Őrület; ford. Nitkovszki Staniszlav; Lap-ics, Debrecen, 1996
- Alistair Maclean, Alastair MacNeill: A vírus; ford. Német Anikó; Merényi, Bp., 1996 (Bestseller sorozat)
- Túsztorony; ford. Bartha Réka; Lap-ics, Debrecen, 1997
- A halál folyója; ford. Nitkovszki Sztaniszlav; Lap-ics, Debrecen, 1997
- Nyomtalanul; ford. Nitkovszki Sztaniszlav; Lap-ics, Debrecen, 1997
- Halállista; ford. Bors Katalin; Lap-ics, Debrecen, 1998
- Alistair Maclean, Alastair MacNeill: A kód; ford. Német Anikó; Merényi, Bp., 1998
- Golden gate; ford. Tanai Gábor; Aquila, Debrecen, 1999
- Alistair Maclean, Alastair MacNeill: Az ügynök bosszúja; ford. Német Anikó; Merényi, Bp., 1999
  - (Éjjeli őrjárat címen is)
- Apokalipszis; ford. Nitkovszki Stanislaw; Aquila, Debrecen, 2001 (Kondor könyvek)
- Zebra kutatóállomás; ford. Krasznai Janka; Partvonal, Bp., 2008
- Nyolc harang zúg (filmváltozat: Az arany rabjai)

## Fordítás
- Ez a szócikk részben vagy egészben  az   Alistair MacLean című angol Wikipédia-szócikk fordításán alapul.  Az eredeti cikk szerkesztőit annak laptörténete sorolja fel. Ez a jelzés csupán a megfogalmazás eredetét és a szerzői jogokat jelzi, nem szolgál a cikkben szereplő információk forrásmegjelöléseként.